# Benešov, Blansko
Benešov là một làng thuộc huyện Blansko, vùng Jihomoravský, Cộng hòa Séc.